# Vostok (jezero)
Vostok je jezero v Antarktidě. Je největší z asi sedmdesáti, která se nacházejí pod antarktickým ledovcem. Rozkládá se na 77° jižní šířky a na 105° východní délky, pod ruskou polární základnou Vostok, asi 4000 m pod antarktickým ledovcem. Je 250 km dlouhé a v nejširším místě měří 50 km. Pro srovnání, je veliké asi jako jezero Ontario. Průměrná hloubka jezera je 200 m, v jižní části dosahuje jezero hloubky až 600 m. Jezero má rozlohu přibližně 10 000 km² a je v něm 2800 km³ sladké vody. Tloušťka ledovce nad jezerem dosahuje 3750 až 4200 m, povrch ledovce leží v nadmořské výšce 3488 m. Oblast nad jezerem je jedno z nejnehostinnějších, nejhůře dostupných a nejchladnějších míst na Zemi (v roce 1983 zde byla naměřena nejnižší zaznamenaná teplota vůbec, –89,2 °C), současně se nachází poměrně blízko jižnímu magnetickému pólu Země.

## Historie
Polární stanice byla nad jezerem postavena v roce 1957, jezero bylo objeveno v 70. letech 20. století. V květnu 2005 byl objeven na jezeře ostrov. Vědci zjistili, že je tam tekutá voda 3–4 km pod ledovcem. Je to největší jezero na světě nedotčené lidmi. Vědci se domnívají, že jezero je uzavřené pod ledem už asi 35 miliónů let. Voda v jezeře je velmi stará, průměrně asi milión let. Vostok je největším jezerem objeveným za posledních 100 let.

## Vlastnosti vody
Průměrná teplota vody v jezeře je okolo -3 °C (-2,83 °C na severní straně a -2,53 °C na jižní straně). Díky vysokému tlaku se i za této teploty udržuje voda v kapalném stavu. Geotermální teplo ohřívá jezero. Nad hladinou je jezero pokryto ledem.

## Mikrobi a bakterie

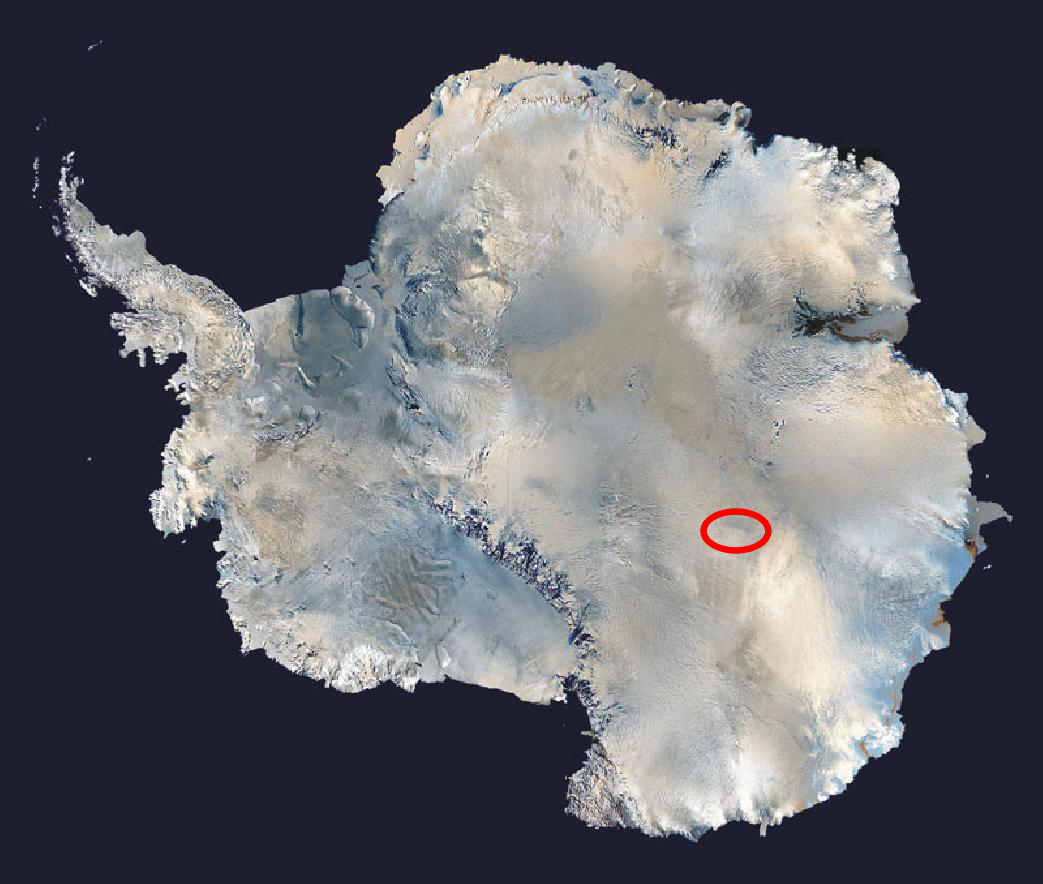
Poloha jezera

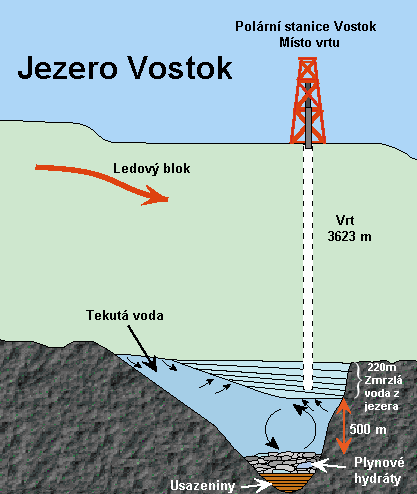
Schematické zobrazení jezera

Vědci zjistili, že spodní vrstvu ledového bloku, obsahující bakterie, tvoří nahromaděná zmrzlá voda z jezera. To je přivedlo k předpokladu, že velká a rozmanitá společnost mikrobů žila také v samotném jezeře. Jestli je to doopravdy tak, vznikají zde otázky o počátcích vzniku života na Zemi, a rozšiřují se také místa, kde by mohl existovat život ve vesmíru.
Objev mikrobů v antarktickém ledovém štítu v prosinci 1999 v časopise Science ohlásily dva nezávislé týmy. Jeden vede John Priscu, ekolog z Univerzity státu Montana v Bozemane, druhý David Karl, mikrobiolog na Havajské univerzitě v Honolulu. Od té doby oba týmy (a další výzkumníci) usilovně pracovaly a mají pro nás nové výsledky.
Nové informace ukazují, že mikrobi jsou fyziologicky rozmanití. Ukazuje se též, že jezero Vostok skrývá život s vysokou hustotou. Podle Prisca je v jezeře okolo 10 000 mikrobiálních buněk na mililitr, což je jen asi stokrát méně než typický počet v otevřených vodách. Tým Davida Karla vytvořil také nové analýzy. Zjistil, že v jezeře je živá mikrobiální populace, i když její biomasa může být nízká. Jiní vědci však o těchto výsledcích pochybují, protože mikrobi mohou pocházet také třeba z nástrojů výzkumníků, a ne ze spodní vrstvy ledu.

## Vrt
Ještě před jednoznačným potvrzením existence jezera byl roku 1989 zahájen hloubkový vrt označený 5G-1 na získání ledového jádra pro výzkum klimatu. Roku 1998 byl vrt ukončen v hloubce 3623 m (120 m nad hladinou jezera) kvůli obavám z jeho kontaminace bakteriemi a nemrznoucí směsí (směs freonu F-141B a kerosinu). Úroveň stáří ledu byla okolo 500 tisíc let.
Díky rostoucímu zájmu o dosažení podledovcových jezer ze strany NASA kvůli podobnosti s potenciálními podledovcovými útvary na měsících Europa a Enceladus se rozběhl mezinárodní projekt zaměřený na dokončení vrtu Vostoku. Takový záměr se však z počátku potýkal s finančními problémy. Z toho důvodu glaciolog Martin Siegert z Bristolské univerzity navrhl odebrat nejprve vzorky z jezera Ellsworth, což je malé subglaciální jezero v západní Antarktidě. Finančí obtíže však byly vyřešeny spoluprací Ruska s vědci z Francie a USA, jež se zaměřila na využití již existujícího vrtu 5G-1. Postup Rusů byl zpočátku kritizován kvůli užití stávajícího zařízení a ne vyhřívané vrtné sondy, která se teoreticky jevila "ekologicky zcela čistá". Takové řešení však bylo energeticky velmi náročné.  Příklad reakce vědců byl následovný: Priscu drží odvážným Rusům palce, upřednostnil by však „mezinárodní akci s lepším environmentálním, vzdělávacím a vědeckým programem, které tvoří ducha výzkumů na Antarktidě“.
Koncem roku 2005 byly vrtné práce v původním vrtu obnoveny. S obnovením prací byl vrt přeznačen na 5G-2. Po dosažení hloubky 3650 m byly práce přerušeny kvůli špatné funkci speciální vrtné hlavice v plastickém ledu a špatnému stavu samotného vrtu, který utrpěl během sedmiletého přerušení prací. Následovaly technické komplikace spočívající v opakovaném utržení kabelů k vrtné sondě a jejím uvíznutím na dně vrtu. To bylo způsobeno zmenšením průměru vrtu v dolní části. V letních polárních obdobích mezi lety 2008 a 2010 probíhaly opravy, další hloubení a vývoj sondy pro průzkum jezera. Dosažení jezera doško 5. února 2011 v hloubce 3769,3 m. Dle teoretických předpokladů vtekla natlakovaná voda z jezera do vrtu, ve kterém rychle zamrzla, zabránila tak kontaminaci jezera a sonda mohla zahájit výzkum.

## Využití
Nejdůležitější přínos antarktického jezera by ale mohl paradoxně být v oblasti kosmického výzkumu. Z výsledků dosavadních sond totiž vědci předpokládají, že na Jupiterově měsíci Europě jsou pod ledovým příkrovem celé tekuté oceány. Tuto teorii potvrzují i snímky prasklin v ledu získané sondou Galileo. Zdrojem tepla by v případě Europy mohly být slapové síly vyvolané mocnou gravitací Jupitera. Jezero Vostok by mohlo sloužit jako prototyp pro návrh a testování kosmické sondy, která by mohla provést průzkum Europy. Někteří vědci navíc doufají, že pokud by se mohl skrývat život pod kilometry ledu na Zemi, mohlo by tomu být stejně i na Europě, pokud se tam vyskytuje voda v kapalném skupenství.